# Próxima Centauri b

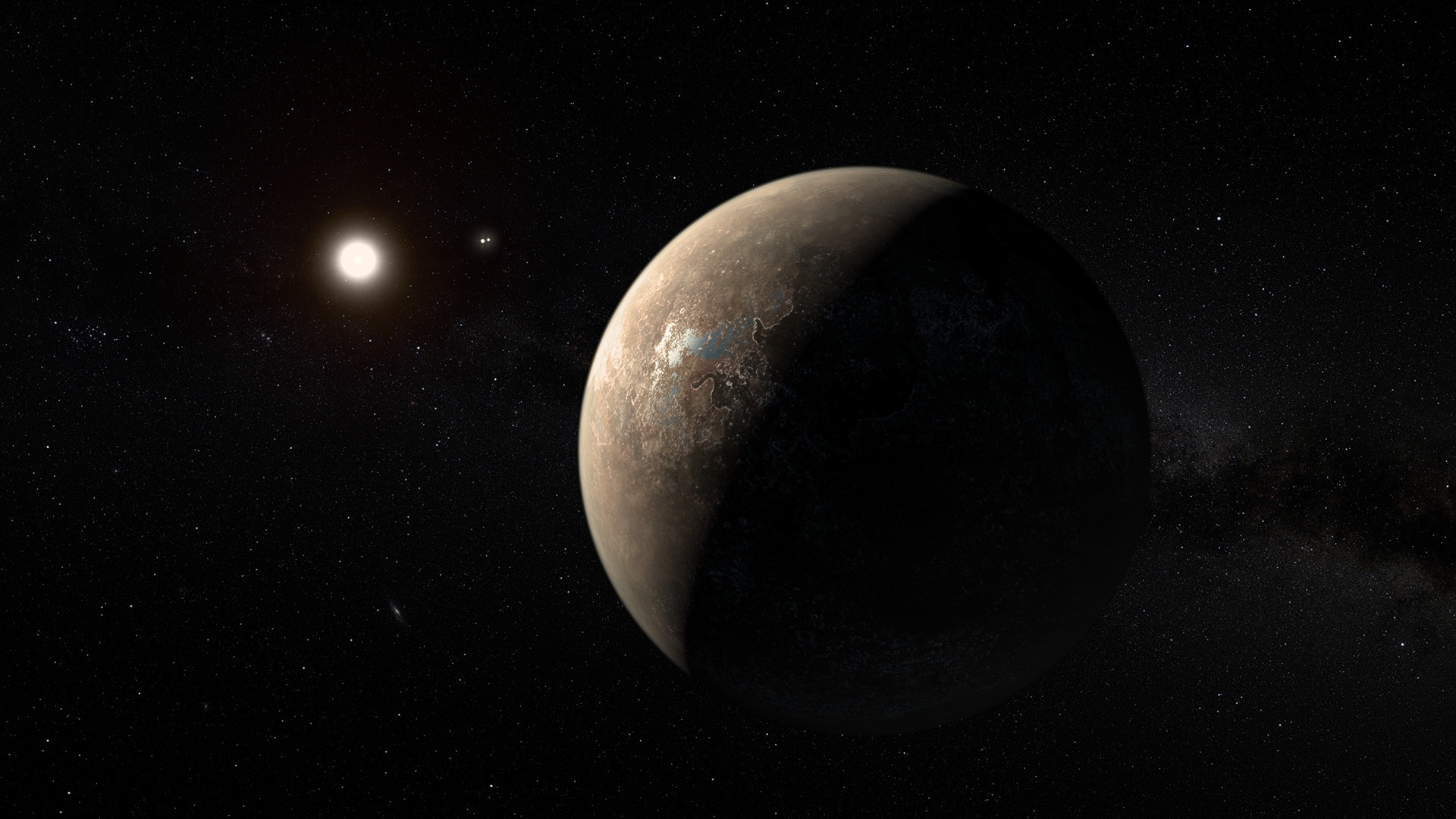
Impresión artística de Próxima Centauri b junto con el sistema binario Alfa Centauri

Próxima Centauri b, Próxima b o Alfa Centauri Cb es un exoplaneta que orbita dentro de la zona habitable de la estrella enana roja Próxima Centauri, la estrella más cercana al Sol. Está situado aproximadamente a 4,23 años luz (1,3 pársecs o 4,014 × 1013 km) de la Tierra en la constelación de Centaurus. Es el exoplaneta más cercano a nuestro sistema solar, así como el exoplaneta potencialmente habitable más cercano que se conoce.
El exoplaneta fue encontrado utilizando el método de velocidad radial, donde movimientos periódicos de líneas espectrales de Doppler de la estrella anfitriona, Próxima Centauri, indicaron que un exoplaneta la orbitaba. Estas medidas fueron hechas utilizando dos espectrógrafos, el HARPS en Observatorio de La Silla y el UVES en el Telescopio Muy Grande VLT de 8 m.
La probabilidad calculada por el equipo descubridor es de uno en diez millones para un falso positivo. Suficiente para confirmar su existencia.
El 24 de mayo de 2020, un equipo del Instituto de Astrofísica de Canarias (IAC) en el que participan investigadores del Centro de Astrobiología (CAB) confirmó la existencia de Próxima b; también descubrieron que tiene 1,17 veces la masa de la Tierra, más pequeña que la estimación anterior de 1,3 veces, y que se encuentra en la zona habitable de su estrella, que orbita en 11,2 días. Hicieron la medición con ESPRESSO, que logró una precisión de 30 cm/s, aproximadamente tres veces mayor que la obtenida con HARPS. También encontraron una segunda señal en los datos, que podría ser de origen planetario.

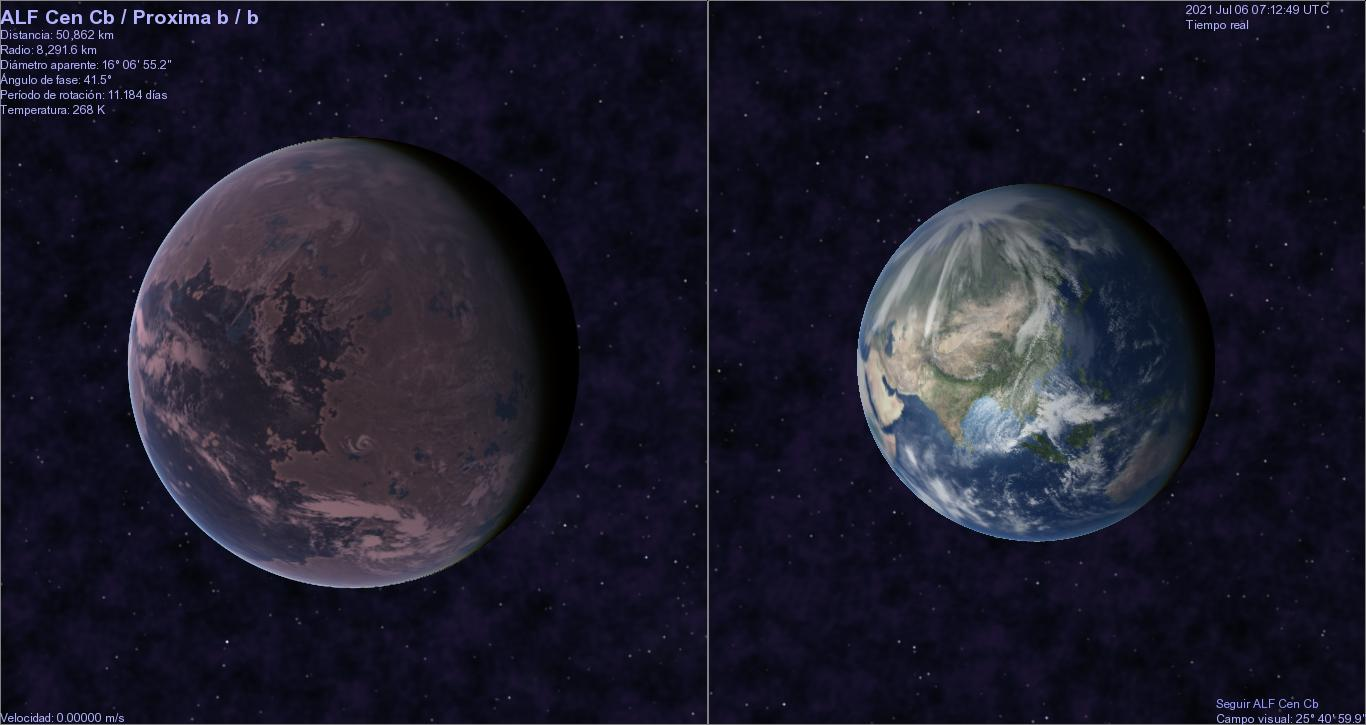
Concepto artístico de Próxima Centauri b comparado con el tamaño de la Tierra

## Características

### Masa, radio y temperatura
Próxima Centauri b es un planeta del tamaño de la Tierra, con una masa y radio estimados en un poco más que los de la Tierra. Tiene una temperatura de equilibrio estimada en 234 K (−39 °C). Tiene una masa mínima de 1,27 M⊕ y un radio estimado de 1,1 R⊕.[cita requerida]

### Estrella anfitriona
El planeta orbita una estrella con la clasificación estelar del tipo M (enana roja), llamada Próxima Centauri. La estrella tiene una masa de 0,12 M☉ y un radio de 0,14 R☉. Tiene una temperatura de superficie de 3042 K y una edad de 4860 millones de años. En comparación, el Sol tiene 4600 millones de años de edad y una temperatura de superficie de 5778 K. La estrella tiene una luminosidad de 0,155 % de la del Sol.
La magnitud aparente de Próxima desde la Tierra es de 11,13: tan débil que resulta invisible a simple vista incluso con prismáticos pequeños, a pesar de ser la estrella más cercana al Sol.

### Órbita
Próxima b orbita su estrella anfitriona cada 11,186 días en una distancia de aproximadamente 0,05 AU (mucho menor que la distancia orbital del planeta Mercurio, la cual es de 0,38 AU).

## Habitabilidad

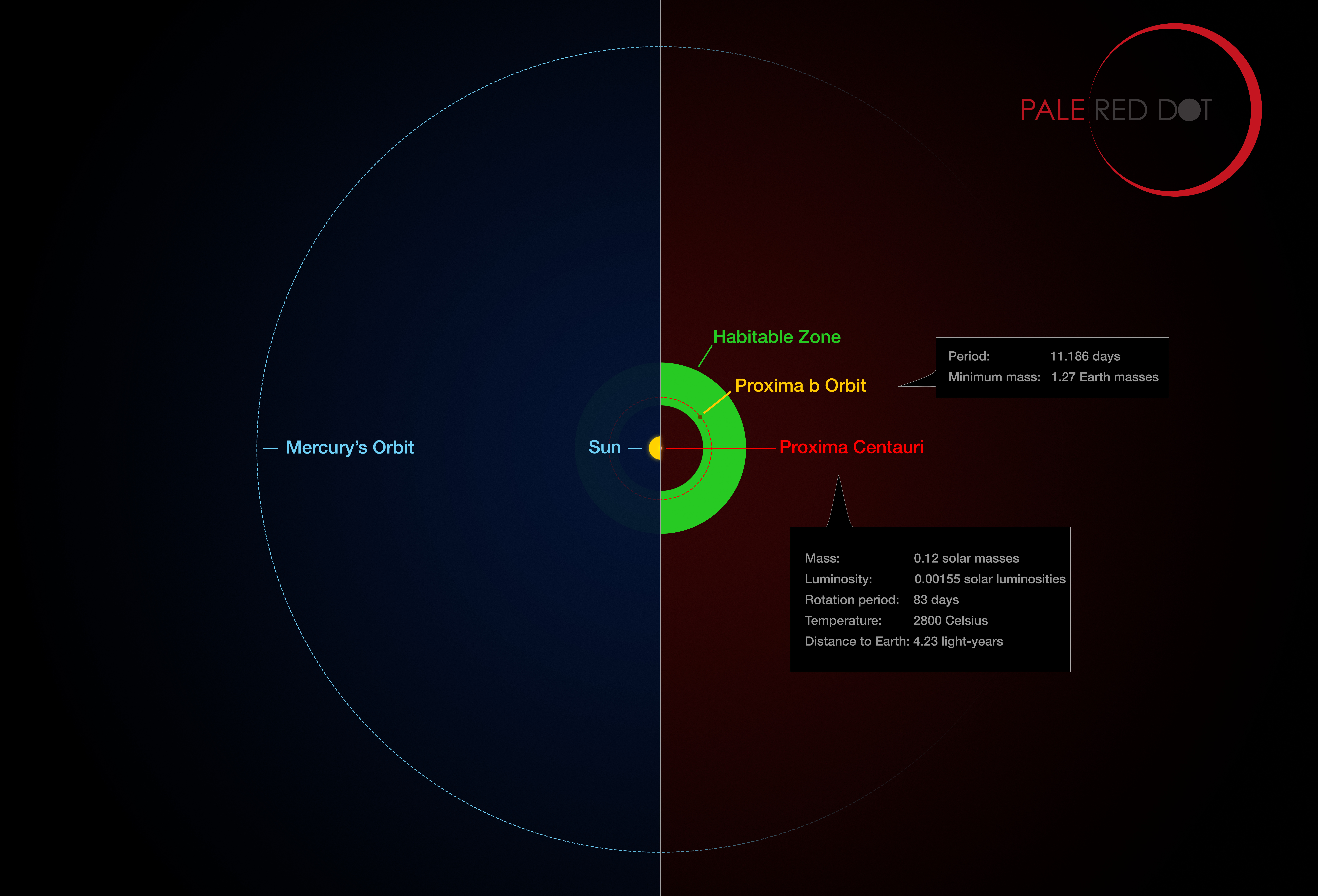
Comparación de la órbita de Próxima Centauri b con la misma región del Sistema Solar

Según lo anunciado, el exoplaneta orbita dentro de la zona de habitabilidad de Próxima Centauri, la región del sistema donde, con las condiciones y propiedades atmosféricas correctas, el agua líquida podría existir en la superficie del planeta. Su estrella anfitriona es una enana roja, con alrededor de un décimo de la masa del Sol. Como resultado, estrellas como Próxima Centauri pueden tener la capacidad de existir hasta 3-4 billones de años, 300-400 veces más tiempo de lo que el Sol existirá.
El planeta está probablemente anclado por marea, con un hemisferio permanentemente mirando hacia la estrella, mientras que el hemisferio opuesto se encuentra en eterna oscuridad. Aun así, entre estas dos áreas intensas podría existir una pequeña zona de habitabilidad llamada la línea del terminador, donde las temperaturas podrían ser adecuadas (aproximadamente 273 K o 0 °C) para que el agua líquida pudiera existir. Además, una porción mayor del planeta podría ser habitable si tuviera una atmósfera lo bastante gruesa para poder transferir el calor alrededor del planeta.
El diámetro aparente de Próxima Centauri sobre el cielo del planeta sería de 1,5°, el triple que el del Sol visto desde la Tierra, por lo que aparentaría ser nueve veces mayor que el Sol.

## Descubrimiento
El planeta lo descubrió un equipo dirigido por el profesor Guillem Anglada-Escudé, de la Universidad Queen Mary de Londres. Se publicó en Nature el 24 de agosto de 2016.

## Galería
| |
| Velocidad de Próxima Centauri acercándose y alejándose de la Tierra tal como se mide con el espectrógrafo HARPS durante los tres primeros meses de 2016. Los símbolos de color rojo con barras de error negras representan puntos de datos, y la curva azul es un ajuste de los datos. La amplitud y el periodo del movimiento fueron utilizados para estimar la masa mínima del planeta. |

| |
| Una comparación de tamaño angular de cómo Próxima Centauri aparecerá en el cielo visto desde Próxima b. |

|                                                                            |
| El equipo de descubrimiento y el Dr. Pete Worden de Breakthrough Starshot. |

|                                                |
| Los tamaños relativos de un número de objetos. |

| |
| Esta gráfica muestra la gran constelación austral de Centaurus (el centauro) y muestra la mayoría de las estrellas visibles a simple vista en una noche clara. |

| |
| Impresión artística de un Próxima b habitable. El hemisferio diurno presentaría un gigantesco desierto fruto de la exposición permanente a la estrella, mientras el nocturno permanecería bajo gruesas capas de hielo. En el terminador, las zonas emergidas quedarían cubiertas de vegetación negra a causa del tipo de luz emitida por la estrella. |

| |
| Esta imagen combina una vista de los cielos del sur sobre el telescopio de 3,6 metros en el Observatorio La Silla, en Chile con las imágenes de las estrellas Próxima Centauri (abajo a la derecha) y la estrella doble Alfa Centauri (abajo a la izquierda) del telescopio Hubble de la NASA/ESA |

|  |
|  |

| |
| Una simulación numérica de posibles temperaturas de la superficie de Próxima b en resonancia 3:2 . |

| |
| Una simulación numérica de posibles temperaturas de la superficie de Próxima b en rotación síncrona. |